# Чернат (Долж)
Чернат (рум. Cernat) — село у повіті Долж в Румунії. Входить до складу комуни Сопот.
Село розташоване на відстані 212 км на захід від Бухареста, 32 км на захід від Крайови.

## Населення
За даними перепису населення 2002 року у селі проживала 121 особа, усі — румуни. Усі жителі села рідною мовою назвали румунську.